# برداشت گیاهان وحشی
برداشت گیاهان وحشی یا چیدن گیاهان وحشی (به انگلیسی: Wildcrafting) (که همچنین به عنوان غذایابی شناخته می‌شود) عمل برداشت گیاهان از زیستگاه طبیعی یا «وحشی» آنها، عمدتاً برای اهداف غذایی یا دارویی است. این کار دربارهٔ گیاهان کشت‌نشده در هر کجا که ممکن است یافت شوند اعمال می‌شود و لزوماً محدود به مناطق بیابانی نیست. ملاحظات اخلاقی اغلب دخیل هستند، مانند حفاظت از گونه‌های در خطر انقراض، پتانسیل تهی‌سازی منابع مشترک، و در زمینه مالکیت خصوصی، جلوگیری از سرقت گیاهان باارزش، به عنوان نمونه، جینسینگ.